# 南丹市情報センター
公益財団法人南丹市情報センター（なんたんしじょうほうセンター）は、かつて京都府南丹市をサービスエリアとしてケーブルテレビ局を運営していた法人である。

## 所在地
- 京都府南丹市園部町小桜町62-1 南丹市国際交流会館内

## サービスエリア
- 京都府南丹市全域

## 沿革
- 昭和62年(1987年)－京都府園部町でケーブルテレビ整備事業に着手（農業振興地域は農林水産省、市街化地域は自治省（現総務省）の補助支援事業）
- 平成4年(1992年)10月16日－園部情報センター開局
地上波テレビ放送、FMラジオ放送の再放送を開始
自主放送（9チャンネル）を開始
- 平成5年(1993年)
3月13日－園部町議会一般質問を放映開始
10月1日－京都新聞社提供「文字ニュースチャンネル」（5チャンネル）を開始
- 平成6年(1994年)
10月18日－園部花と食の祭典・全日本花いっぱい園部大会を全国132ケーブルテレビ局へ衛星生中継
- 平成8年(1996年)
3月10日－NHK-CTIケーブルテレビ自主制作番組奨励賞「口司の虫送り」（園部町口司）
- 平成9年(1997年)
4月24日－ネパール園部職業訓練学校竣工式�ネパールの木彫・木造建築など伝統技術の保存継承、及び
住民の生活基盤の安定を支援するため園部町の協力のもと支援事業を実施
ケーブルテレビ自主制作番組コンテストで優秀賞受賞「ふるさと歳時記　亥の子」
8月2～4日－全国高校総体バレーボール競技の2会場から、全試合を会場エリア内に中継放映
10月11日－広帯域総合デジタル通信網（B-ISDN）開通式（園部町～大阪～兵庫）
10月30日－B-ISDN実験遠隔会議を実施（園部町～大阪）
新世代通信網実験協議会（BBCC）との共同実験事業として、大阪産業大学と園部町で双方向公開講座を行い、CATVで全戸に放映
ケーブルテレビ自主制作番組コンテストで優秀賞受賞「ふるさと歳時記　亥の子」
- 平成10年(1998年)
3月3日－NHK-CTIケーブルテレビ自主制作番組優秀賞「亥の子」（園部町川辺地区）
11月3日－園部マルチメディアセンター竣工
通信放送機構から「マルチメディア・パイロットタウン（モデルキャンパス）展開事業」と「ギガビットネットワーク共同利用型研究開発施設」の協力自治体に指定される
12月－自主放送番組制作設備を更新（ベータカムからDVC-PROに変更。ノンリニア編集システム導入）
- 平成11年(1999年)
6月1日－園部町の農業振興地域を対象としたインターネットの運用開始（農林水産省・田園地域マルチメディアモデル整備事業）
実験事業「農業情報システム（SANネット）」によりインターネットを運用開始
園部町の市街化区域の伝送路を双方向化しセンター設備を導入。これにより園部町全域でインターネットが可能に（郵政省（現総務省）・新世代地域ケーブルテレビ施設整備事業）
ケーブルテレビ自主制作番組コンテストでアナウンス賞受賞「のんびり井戸端会議（高屋編）」
11月24日－京都ギガビットラボ高機能利用検証端末機を利用開始
- 平成12年(2000年)
1月4日－園部町全域でインターネットの運用開始
1月4日－実験事業「ギガビットラボモニター事業」（通信放送機構）を運用開始
1月27・28日－マルチメディア・モデルキャンパス実験（通信放送機構）を実施
実験事業として佛教大学・京都国際建築技術専門学校・京都医療技術短期大学を結ぶ高速ネットワークを構築。ネットワークを活用して遠隔講義を実施
- 平成13年(2001年)
3月9日－地方自治体大賞奨励賞（情報化まちづくり）受賞
4月1日－日本気象協会提供「地域気象情報チャンネル」（2チャンネル）を開始
アグリレポータズコンテストで審査員特別賞受賞「詩季そのべ（初冬）」
- 平成14年(2002年)
6月－CATVサービスとしてインターネット接続サービスの本格運用を開始
- 平成15年(2003年)
2月－CATV伝送路の光ケーブル化（HFC方式）工事が完成
- 平成16年(2004年)
4月1日－自主放送のCM放送を開始
- 平成17年(2005年)
4月－地上デジタル放送の再放送を開始
新市合併協議の中で、光ケーブル（FTTH方式）によるCATV網を新市全域で整備する方針を決定
7月－美山地区情報基盤整備工事に着手
12月－新市発足に向けて議会収録システムを構築
取材対象地域を園部・八木・日吉・美山に拡大
アグリレポータズコンテストで最優秀賞受賞「詩季そのべ（ふるさと）」
- 平成18年(2006年)
1月1日－南丹市が発足する
南丹市の発足により、法人名を財団法人南丹市園部国際学園都市センターに改称
施設名を南丹市国際交流会館・南丹市情報センターに改称
6・7月－八木地区（6月）及び日吉地区（7月）で情報基盤整備事業に着手
理事長に仲村脩南丹市副市長が就任
8月30日－農村MPIS施設自主放送番組コンクールで優秀賞受賞「ふるさと西田の魚観察会」
- 平成19年(2007年)
2月28日－日本農村情報システム協会アグリレポーターズコンテスト優秀賞「狐がえり」（美山町三埜 川谷地区）
4月－インターネットサービスのプロバイダ業務を（株）関西マルチメディアサービス／ZAQ）に切り替え
7月－園部町の新光悦村と内林町土地区画整理事業区域で光ケーブル （FTTH方式）によるCATVサービスを開始
10月－日吉地区で光ケーブル（FTTH方式）によるCATVサービス開始
アグリレポータズコンテストで優秀賞受賞「狐がえり」
- 平成20年(2008年)
2月14日－シニアパソコン講座を開始
3月－自主放送番組制作設備を更新（ハイビジョン規格を採用。記録メディアをXDCAM-HDに変更。）
編集から送出までのネットワークを構築しサーバーによる番組送出を開始
4月－美山地区・八木地区で光ケーブル（FTTH方式）によるCATVサービス開始
7月－自主放送のデジタルハイビジョン放送（11チャンネル）を開始
愛称を「9ちゃん」から「なんたんテレビ」へ
7月12日－ケーブルテレビ全市デジタル化開局記念式典開催
記念事業－南丹市民映像コンクール開催
12月1日－「BS・CSデジタル放送サービス」開始
- 平成21年(2009年)
3月28日－南丹市国際交流協会事務所を国際交流会館内に設置
農村MPIS施設自主放送番組コンクールで優秀賞受賞「南丹市の祭り八木町鳥羽八幡神社の秋祭り」
- 平成22年(2010年)
2月5日－全国有線テレビ協議会番組コンクール優秀賞「鳥羽八幡神社 例祭」（八木町鳥羽）
10月1日－CS放送サービス終了のため、BSデジタル放送視聴サービス「BSプラン」開始
- 平成23年(2011年)
4月1日－伝送路管理システムを導入
7月24日－テレビのアナログ放送が終了し、完全デジタル化
10月－CATV加入管理システム導入
園部地区全域FTTH化整備事業開始
11月11日－なんたんテレビイメージキャラクターを"じゅういちくん"に決定
2011年度京都府広報賞・映像の部で知事賞受賞（京都府登録無形民俗文化財　田歌の神楽）
- 平成24年(2012年)
3月5日－京都広報賞 知事賞「田歌の神楽」（美山町田歌 八坂神社）
5月11日－なんたんテレビのデータ放送を開始
- 平成25年(2013年)
2月17日－南丹市情報センター20周年記念式典開催
記念事業 市民参加型ドラマ 『サムライ先生～時飛絡繰が教えてくれたこと～』 完成
6月－園部地区全域ＦＴＴＨ化幹線整備工事開始
園部地区全域ＦＴＴＨ化センター機器整備工事開始
2013年度京都府広報賞・映像の部で会長賞受賞（やぎの花火大会子どもたちの一日）
- 平成26年(2014年)
10月1日－インターネットサービス通信速度増速を開始（上下100Mbps）
園部地区全域FTTH化引込宅内工事に着手
- 平成27年(2015年)
3月－自主放送設備更新工事を完了（編集機・送出機器）
4月－生中継番組の充実を図り、中継車を導入
11月30日－園部地区全域FTTH化整備事業完了
12月1日－BS/CSパススルーサービス開始（園部地区のみ）
2015年度京都府広報賞・映像の部で知事賞受賞（美山かやぶきの里　北村への想い）
- 平成28年(2016年)
3月4日－京都広報賞 知事賞「美山かやぶきの里 北村への想い」（美山町北村）
3月31日－園部地区HFC幹線撤去工事完了
4月1日－理事長に松村賢治が就任
5月－Lアラートシステム運用開始
11月～３月－南丹広域振興局・佛教大学と連携した京都丹波広報番組制作開始
- 平成29年(2017年)
7月20日－放送大学、一般社団法人南丹市美山観光まちづくり協会、公益財団法人南丹市情報センターにより
「放送大学地域貢献プロジェクトに係る連携・協力」に関する三者協定を締結
9月～11月－放送大学地域貢献プロジェクト「森の京都カレッジ」実施
11月19日－情報センター25周年事業「25周年ありがとう感謝祭」実施
3月－南丹市ケーブルテレビネットワーク強靭化（冗長化）工事完了
京都国際インディーズ映画祭で京都映像アワード2017京都賞受賞（美山かやぶきの里　北村への想い）
- 平成30年(2018年)
9月～11月－放送大学地域貢献プロジェクト「森の京都カレッジ」実施
3月－自主放送番組のアーカイブデーター化・システム導入実施
- 令和元年度(2019年)
4月－令和元年度文化庁「文化遺産総合活用推進事業」・同「観光拠点整備事業」採択決定
5月～11月－放送大学地域貢献プロジェクト「森の京都カレッジ」実施
8月～12月－文化庁「地域文化財総合活用推進事業」
人材育成事業・京都なんたんカレッジ「地域学芸員養成講座」・「公開講座」実施
10月20日－普及啓発事業（甦れ。生身天満宮祭礼絵巻」実施
（園部藩立藩400年記念シンポジュウム）開催
10月27日－文化庁「観光拠点整備事業」
森の京都「なんたん」アーカイブシステムの構築
デジタルコンテンツの制作　「プロモーションビデオ」
映像記録ビデオ「園部藩のあゆみ」制作
12月－特別番組「令和大嘗祭・八木町氷所主基斎田選定を祝って」制作
協力：宮内庁・京都産業大学・JA京都中央会　等
3月－2019年度京都府広報賞・映像の部で知事賞受賞
（もぎたてニュース特集「地域の魅力を写真におさめる」）
- 令和2年度(2020年)
4月－全国広報コンクール2020（令和２）年映像の部入選
（もぎたてニュース特集「地域の魅力を写真におさめる｝）
5月－令和2年度文化庁「文化遺産総合活用推進事業」・同「観光拠点整備事業」採択決定
京都教育大学との連携事業「まなびチャンネル」放送開始
アーカイブ放送開始
- 令和3年度(2021年)
12月27日－南丹市、この日までに近鉄ケーブルネットワーク（本社・奈良県生駒市）との間で、ケーブルテレビ施設を同社に移管する協定書を締結する[1]
- 令和4年度(2022年)
4月1日－公益財団法人南丹市情報センター、指定管理者として管理運営してきた南丹市ケーブルテレビ関連業務を終了。同法人は南丹市国際交流会館の指定管理者として存続（外部リンク参照）。翌日4月1日からは近鉄ケーブルネットワークが設立した「株式会社KCNなんたん」が新たな指定管理者に就いて再スタート

## 主な放送チャンネル

### テレビ局
| デジタル | 放送局                     |
| -------- | -------------------------- |
| 1        | NHK総合                    |
| 2        | NHKEテレ                   |
| 4        | 毎日放送                   |
| 5        | KBS京都                    |
| 6        | 朝日放送                   |
| 7        | テレビ大阪                 |
| 8        | 関西テレビ                 |
| 10       | よみうりテレビ             |
| 11       | なんたんテレビ（自主放送） |

- BSデジタル放送

| チャンネル | 放送局                                  |
| BS放送     | BS放送                                  |
| ---------- | --------------------------------------- |
| 1          | NHK BS                                  |
| 4          | BS日テレ                                |
| 5          | BS朝日                                  |
| 6          | BS-TBS                                  |
| 7          | BSテレ東                                |
| 8          | BSフジ                                  |
| 191        | WOWOW(休止中)                           |
| 200        | スター・チャンネル ハイビジョン(休止中) |
| 11         | BS11デジタル                            |
| 12         | TwellV                                  |

### ラジオ局
| MHz  | 放送局    |
| ---- | --------- |
| 80.2 | FM802     |
| 82.8 | NHK京都FM |
| 85.1 | FM OSAKA  |
| 89.4 | α-Station |